# دون روبنسون (لاعب كرة قدم أمريكية، مواليد 1922)
دون روبنسون (بالإنجليزية: Don Robinson)‏ هو لاعب كرة قدم أمريكية أمريكي، ولد في 1 مارس 1922 في ديترويت في الولايات المتحدة، وتوفي في 24 يناير 2009.